# Irwindale
Irwindale és una ciutat dels Estats Units a l'estat de Califòrnia. Segons el cens del 2000 tenia 1.446 habitants.

## Demografia
Segons el cens del 2000, Irwindale tenia 1.446 habitants, 365 habitatges, i 293 famílies. La densitat de població era de 60,1 habitants/km².
Dels 365 habitatges en un 46% hi vivien nens de menys de 18 anys, en un 54,2% hi vivien parelles casades, en un 19,2% dones solteres, i en un 19,7% no eren unitats familiars. En el 15,6% dels habitatges hi vivien persones soles el 5,8% de les quals corresponia a persones de 65 anys o més que vivien soles. El nombre mitjà de persones vivint en cada habitatge era de 3,96 i el nombre mitjà de persones que vivien en cada família era de 4,35.
Per edats la població es repartia de la següent manera: un 33,4% tenia menys de 18 anys, un 10% entre 18 i 24, un 32% entre 25 i 44, un 16,5% de 45 a 60 i un 8,1% 65 anys o més.
L'edat mediana era de 28 anys. Per cada 100 dones de 18 o més anys hi havia 93,4 homes.
La renda mediana per habitatge era de 45.000 $ i la renda mediana per família de 46.827 $. Els homes tenien una renda mediana de 34.375 $ mentre que les dones 32.016 $. La renda per capita de la població era de 13.144 $. Entorn del 17,7% de les famílies i el 16,4% de la població estaven per davall del llindar de pobresa.

## Poblacions més properes
El següent diagrama mostra les poblacions més properes.